# Anastasija Tambovceva
Anastasija Veler'evna Tambovceva (in russo Анастасия Валерьевна Тамбовцева?; traslitterazione anglosassone Anastasiya Valeryevna Tambovtseva); Krasnojarsk, 11 agosto 1982) è un'ex slittinista ed ex bobbista russa.
Nata Skulkina (in russo Скулкина?), ha assunto il cognome Tambovceva dal 2011.

## Biografia

### Slittino
Ha iniziato a gareggiare per la nazionale russa di slittino nelle varie categorie giovanili dal 2000, partecipando a diverse edizioni dei mondiali juniores e classificandosi al tredicesimo posto nel singolo e al quinto nella gara a squadre a Lillehammer 2001. In Coppa del Mondo ha raggiunto la 27ª posizione in classifica generale della gara monoposto nel 2001/02. Ha inoltre preso parte a due edizioni delle olimpiadi competendo nel singolo: a Salt Lake City 2002 giunse ventisettesima e a Torino 2006 fu invece ventunesima. Partecipò altresì a tre edizioni dei campionati europei ottenendo quale miglior risultato il sedicesimo posto ad Altenberg 2002.

### Bob
Abbandonato lo slittino al termine delle olimpiadi di Torino 2006, si dedicò al bob dal 2007 come pilota per la squadra nazionale russa. Debuttò in Coppa Europa a gennaio 2007 e si distinse nelle categorie giovanili vincendo la medaglia di bronzo ai mondiali juniores di Igls 2008 in coppia con Ol'ga Fëdorova. 
Esordì in Coppa del Mondo nel mezzo della stagione 2007/08, il 19 gennaio 2008 a Cesana Torinese dove si piazzò al sedicesimo posto nel bob a due con Ljudmila Udobkina e colse il suo unico podio nella stagione 2010/11, il 3 dicembre 2010 a Calgary dove giunse terza nella competizione a squadre. Detiene quale miglior piazzamento in classifica generale nel bob a due il sesto posto ottenuto al termine del 2011/12.
Ha partecipato ai Giochi olimpici invernali di Vancouver 2010, classificandosi al 9º posto nel bob a due con Elena Doronina.
Prese parte inoltre a quattro edizioni dei campionati mondiali totalizzando quali migliori risultati l'undicesimo posto nel bob a due ottenuto a Sankt Moritz 2013 e il sesto nella competizione a squadre raggiunto sia a Schönau am Königssee 2011 che a Lake Placid 2012. Nelle rassegne continentali non è invece andata oltre il sesto posto nel bob a due conseguito ad Altenberg 2012.
Disputò la sua ultima gara il 16 gennaio 2014 a Sankt Moritz, in una tappa della Coppa Europa 2013/14 terminando la corsa in terza posizione nel bob a due.

## Palmarès

### Bob

#### Mondiali juniores
- 1 medaglia:
  - 1 bronzo (bob a due a Igls 2008).

#### Coppa del Mondo
- Miglior piazzamento in classifica generale nel bob a due femminile: 6ª nel 2011/12.
- 1 podio (nella gara a squadre):
  - 1 terzo posto.

#### Coppa Europa
- Miglior piazzamento in classifica generale nel bob a due: 5ª nel 2007/08;
- 4 podi (nel bob a due):
  - 1 vittoria;
  - 1 secondo posto;
  - 2 terzi posti.

#### Coppa Nordamericana
- Miglior piazzamento in classifica generale nel bob a due: 8ª nel 2013/14;
- 1 podio (nel bob a due):
  - 1 vittoria;
  - 1 secondo posto;
  - 1 terzo posto.

### Slittino

#### Coppa del Mondo
- Miglior piazzamento in classifica generale nel singolo femminile: 27ª nel 2001/02.